# Веннес (комуна)
Комуна Веннес (швед. Vännäs kommun) — адміністративно-територіальна одиниця місцевого самоврядування, що розташована в лені Вестерботтен у північній Швеції.
Веннес 176-а за величиною території комуна Швеції. Адміністративний центр комуни — місто Веннес.

## Населення
Населення становить 8 499 чоловік (станом на вересень 2012 року). 
| Кількість населення комуни Веннес за 1970-2010 роки | Кількість населення комуни Веннес за 1970-2010 роки | Кількість населення комуни Веннес за 1970-2010 роки | Кількість населення комуни Веннес за 1970-2010 роки | Кількість населення комуни Веннес за 1970-2010 роки |
| --------------------------------------------------- | --------------------------------------------------- | --------------------------------------------------- | --------------------------------------------------- | --------------------------------------------------- |
| Рік                                                 |                                                     |                                                     | Населення                                           |                                                     |
| 1970                                                | 1970                                                |                                                     | 8 166                                               | 8 166                                               |
| 1975                                                | 1975                                                |                                                     | 7 870                                               | 7 870                                               |
| 1980                                                | 1980                                                |                                                     | 8 093                                               | 8 093                                               |
| 1985                                                | 1985                                                |                                                     | 8 117                                               | 8 117                                               |
| 1990                                                | 1990                                                |                                                     | 8 410                                               | 8 410                                               |
| 1995                                                | 1995                                                |                                                     | 8 780                                               | 8 780                                               |
| 2000                                                | 2000                                                |                                                     | 8 532                                               | 8 532                                               |
| 2005                                                | 2005                                                |                                                     | 8 412                                               | 8 412                                               |
| 2010                                                | 2010                                                |                                                     | 8 414                                               | 8 414                                               |
| Джерело: SCB                                        |                                                     |                                                     |                                                     |                                                     |

## Населені пункти
Комуні підпорядковано 2 міські поселення (tätort) та низка сільських, більші з яких:
- Веннес (Vännäs)
- Веннесбю (Vännäsby)
- Странд (Strand)

## Галерея

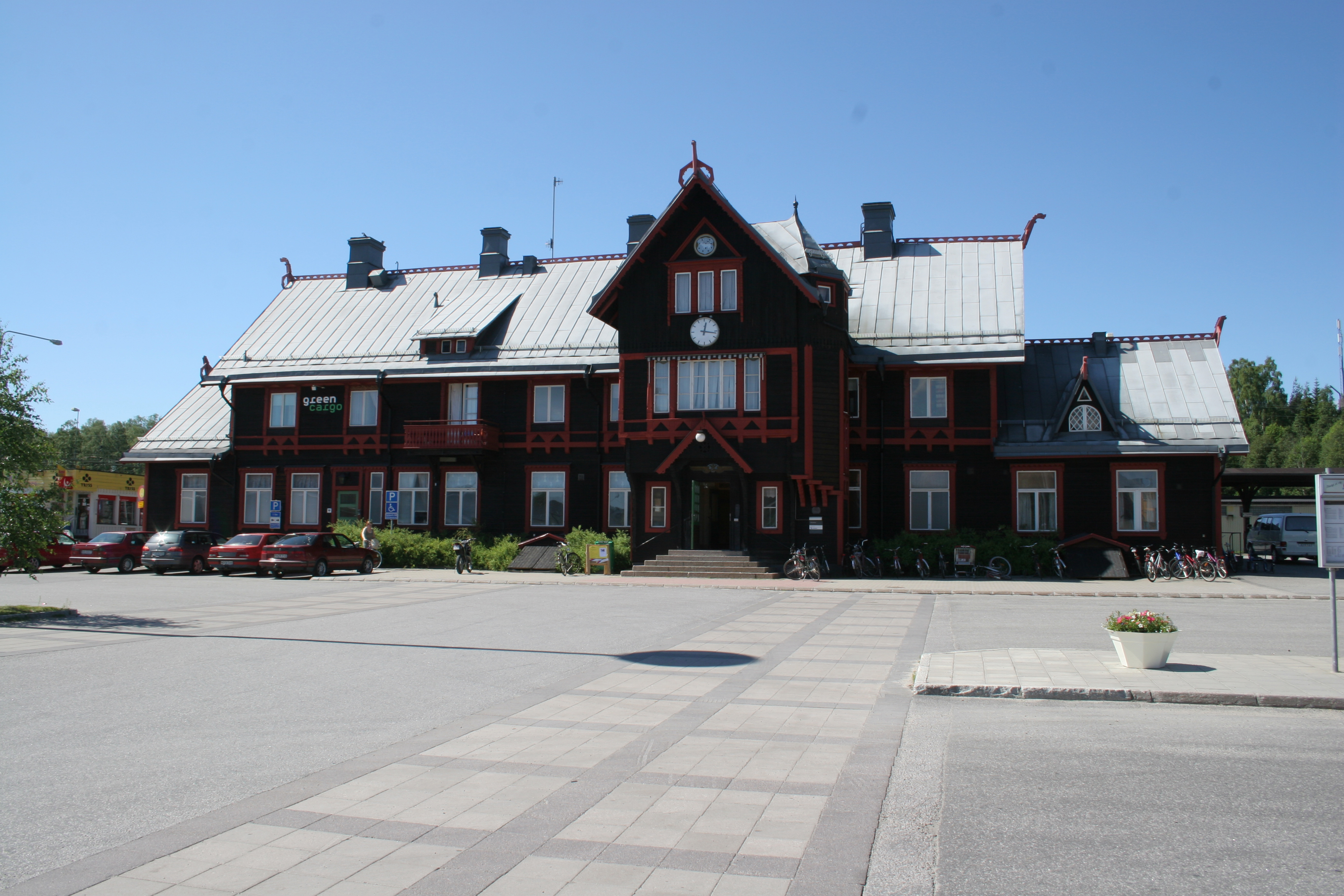
Залізнична станція Веннес
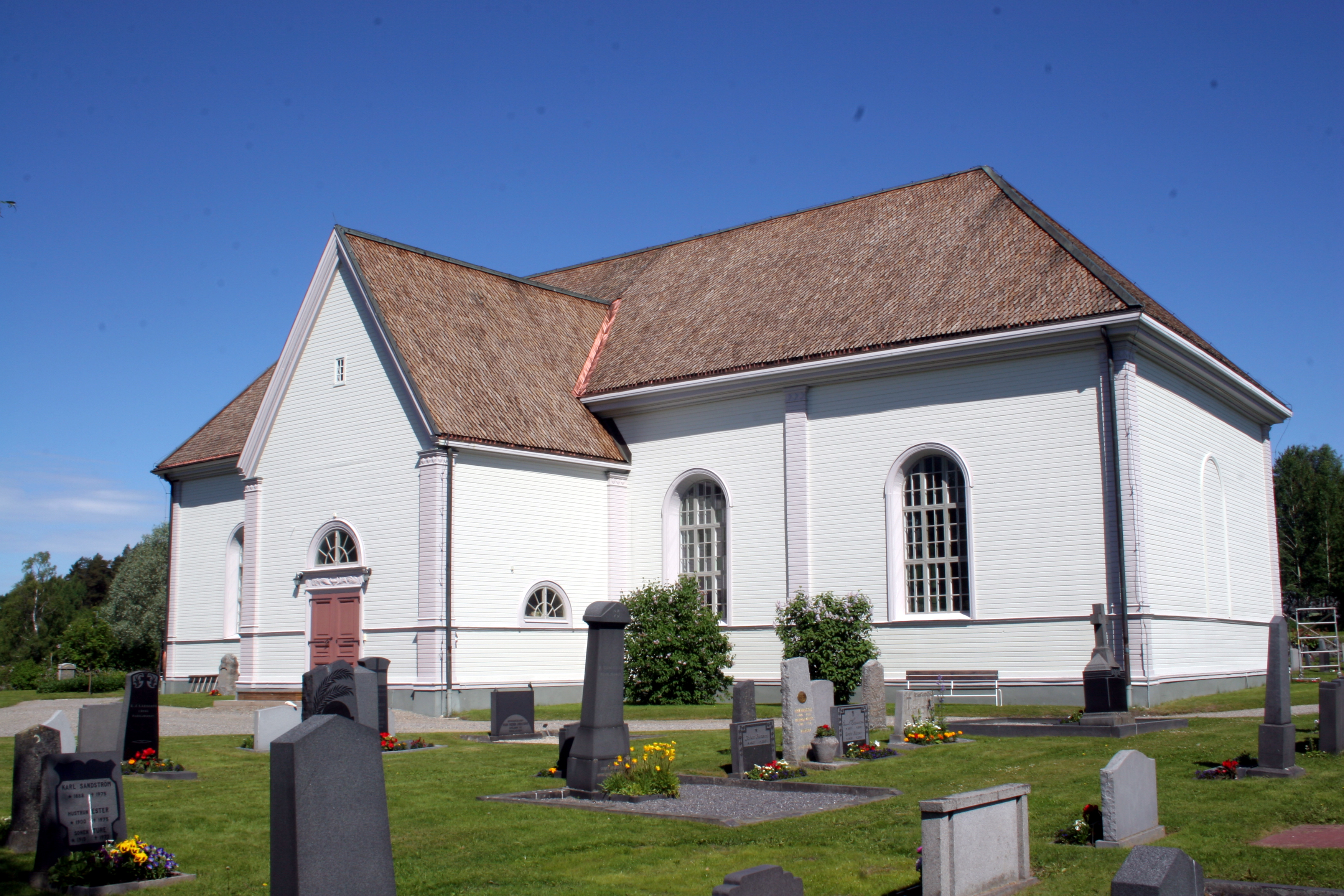
Церква (Веннес)
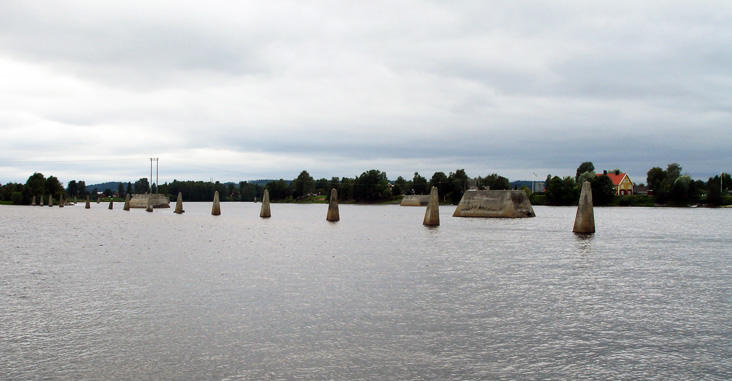
Річка Віндельельвен

## Виноски
1. ↑  https://gupea.ub.gu.se/bitstream/handle/2077/59414/gupea_2077_59414_1.pdf?sequence=1&isAllowed=y
2. ↑  https://gupea.ub.gu.se/bitstream/handle/2077/59728/gupea_2077_59728_1.pdf?sequence=1&isAllowed=y
3. ↑  https://runeberg.org/statskal/1984/0733.html
4. ↑  https://gupea.ub.gu.se/bitstream/handle/2077/59828/gupea_2077_59828_1.pdf?sequence=1&isAllowed=y
5. ↑  https://gupea.ub.gu.se/bitstream/handle/2077/59829/gupea_2077_59829_1.pdf?sequence=1&isAllowed=y
6. ↑  https://gupea.ub.gu.se/bitstream/handle/2077/59882/gupea_2077_59882_1.pdf?sequence=1&isAllowed=y
7. ↑  https://gupea.ub.gu.se/bitstream/handle/2077/59886/gupea_2077_59886_1.pdf?sequence=1&isAllowed=y
8. ↑  https://gupea.ub.gu.se/bitstream/handle/2077/59887/gupea_2077_59887_1.pdf?sequence=1&isAllowed=y
9. 1 2  https://sverigesradio.se/artikel/2053291
10. ↑  https://vannas.se/nyheter/nyhetsarkiv/2019-10-21-johan-soderling-kommunalrad-i-vannas-avslutar-sitt-uppdrag-i-februari-2020
11. ↑  https://www.vannas.se/kommun-och-politik/politik-och-sammantraden/kommunstyrelse
12. ↑  https://www.svt.se/nyheter/lokalt/vasterbotten/anna-frej-ska-styra-vannas-forsta-kvinnan-pa-posten
13. ↑  Folkmangd i riket, lan och kommuner (шв.) . Центральне бюро статистики Швеції. Архів оригіналу за 20 серпня 2013. Процитовано 10 лютого 2013.